# Budapest Wolves 2017
Questa voce raccoglie le informazioni riguardanti i Budapest Wolves nelle competizioni ufficiali della stagione 2017.

## Maschile

### Hungarian Football League 2017

#### Stagione regolare
| 25 marzo 2017, ore 15:00 1ª giornata | Dunaújváros Gorillaz | 41 – 23 | Budapest Wolves |  |

| 22 aprile 2017, ore 15:00 3ª giornata | Eger Heroes | 7 – 49 | Budapest Wolves |  |

| Budapest 7 maggio 2017, ore 14:00 4ª giornata | Budapest Wolves | 23 – 35 | Miskolc Steelers | Angyalföldi Sportközpont |

| 21 maggio 2017 5ª giornata | Budapest Cowbells | 21 – 14 | Budapest Wolves |  |

| Budapest 4 giugno 2017, ore 15:00 6ª giornata | Budapest Wolves | 57 – 44 | Győr Sharks | Angyalföldi Sportközpont |

#### Playoff
| 24 giugno 2017 Semifinale | Miskolc Steelers | 27 – 25 | Budapest Wolves |  |

### AFL - Division I 2017

#### Stagione regolare
| Budapest 26 marzo 2017, ore 15:00 1ª giornata | Budapest Wolves | 0 – 41 (0-25 0-6 0-7 0-3) referto | Sankt Pölten Invaders | Angyalföldi Sportközpont |

| 2 aprile 2017, ore 14:00 2ª giornata | Bratislava Monarchs | 35 – 42 (14-7 14-13 0-8 7-14) referto | Budapest Wolves |  |

| 17 aprile 2017, ore 16:00 3ª giornata | Carinthian Lions | 35 – 0 (10-0 0-0 9-0 6-0) referto | Budapest Wolves |  |

| 14 maggio 2017, ore 15:00 CEST 5ª giornata | Budapest Wolves | 23 – 38 (7-6 0-26 16-6 0-0) referto | Vienna Vikings 2 |  |

| 28 maggio 2017, ore 14:00 6ª giornata | Budapest Wolves | 13 – 14 (7-7 6-0 0-0 0-7) referto | Carinthian Lions |  |

| 10 giugno 2017, ore 16:00 CEST 7ª giornata | Sankt Pölten Invaders | 28 – 6 (0-6 15-0 13-0 0-0) referto | Budapest Wolves |  |

| 18 giugno 2017, ore 15:00 CEST 8ª giornata | Budapest Wolves | 9 – 43 (0-21 0-6 0-16 9-0) referto | Bratislava Monarchs |  |

| 8 luglio 2017, ore 18:00 CEST 10ª giornata | Vienna Vikings 2 | 51 – 34 referto | Budapest Wolves |  |

#### Statistiche di squadra
| Competizione              | %Vittorie | In casa | In casa | In casa | In casa | In casa | In casa | In trasferta | In trasferta | In trasferta | In trasferta | In trasferta | In trasferta | Totale | Totale | Totale | Totale | Totale | Totale |
| Competizione              | %Vittorie | G       | V       | N       | P       | Pf      | Ps      | G            | V            | N            | P            | Pf           | Ps           | G      | V      | N      | P      | Pf     | Ps     |
| ------------------------- | --------- | ------- | ------- | ------- | ------- | ------- | ------- | ------------ | ------------ | ------------ | ------------ | ------------ | ------------ | ------ | ------ | ------ | ------ | ------ | ------ |
| HFL - Stagione regolare   | .400      | 2       | 1       | 0       | 1       | 80      | 79      | 3            | 1            | 0            | 2            | 86           | 69           | 5      | 2      | 0      | 3      | 166    | 148    |
| HFL - Playoff             | .000      | 0       | 0       | 0       | 0       | 0       | 0       | 1            | 0            | 0            | 1            | 25           | 27           | 1      | 0      | 0      | 1      | 25     | 27     |
| AFLD1 - Stagione regolare | .125      | 4       | 0       | 0       | 4       | 45      | 136     | 4            | 1            | 0            | 3            | 82           | 149          | 8      | 1      | 0      | 7      | 127    | 285    |
| Totale                    | .214      | 6       | 1       | 0       | 5       | 125     | 215     | 8            | 2            | 0            | 6            | 193          | 245          | 14     | 3      | 0      | 11     | 318    | 460    |

## Femminile

### AFL - Division Ladies 2017

#### Stagione regolare
| Vienna 16 settembre 2017 1ª giornata | Danube Dragons Ladies | 6 – 24 (0-6 6-6 0-6 0-6) | Budapest Wolves Ladies | SV Aspern |

| Vienna 1º ottobre 2017 2ª giornata | Vienna Vikings Ladies | 50 – 6 (22-0 0-6 22-0 6-0) | Budapest Wolves Ladies | Footballzentrum Ravelinstraße |

| Budapest 7 ottobre 2017, ore 15:00 CEST 3ª giornata | Budapest Wolves Ladies | 8 – 0 (0-0 0-0 2-0 6-0) | Telfs Patriots Ladies | Angyalföldi Sportközpont |

| Schwaz 21 ottobre 2017, ore 18:00 CEST 5ª giornata | Schwaz Hammers Ladies | 12 – 26 (0-6 6-8 0-6 6-6) referto | Budapest Wolves Ladies | Regionales Sportzentrum |

| Budapest 28 ottobre 2017, ore 15:00 CEST 6ª giornata | Budapest Wolves Ladies | 0 – 19 (0-13 0-6 0-0 0-0) referto | Vienna Vikings Ladies | Angyalföldi Sportközpont |

| Budapest 11 novembre 2017, ore 15:00 CEST 7ª giornata | Budapest Wolves Ladies | 40 – 0 (8-0 8-0 8-0 16-0) referto | Graz Giants Ladies | Angyalföldi Sportközpont |

#### Playoff
| Vienna 18 novembre 2017 Semifinale | Danube Dragons Ladies | 20 – 0 (6-0 8-0 0-0 6-0) referto | Budapest Wolves Ladies | SV Aspern |

### Statistiche di squadra
| Competizione      | %Vittorie | In casa | In casa | In casa | In casa | In casa | In casa | In trasferta | In trasferta | In trasferta | In trasferta | In trasferta | In trasferta | Totale | Totale | Totale | Totale | Totale | Totale |
| Competizione      | %Vittorie | G       | V       | N       | P       | Pf      | Ps      | G            | V            | N            | P            | Pf           | Ps           | G      | V      | N      | P      | Pf     | Ps     |
| ----------------- | --------- | ------- | ------- | ------- | ------- | ------- | ------- | ------------ | ------------ | ------------ | ------------ | ------------ | ------------ | ------ | ------ | ------ | ------ | ------ | ------ |
| Stagione regolare | .667      | 3       | 2       | 0       | 1       | 48      | 19      | 3            | 2            | 0            | 1            | 56           | 68           | 6      | 4      | 0      | 2      | 104    | 87     |
| Playoff           | .000      | 1       | 0       | 0       | 1       | 0       | 20      | 0            | 0            | 0            | 0            | 0            | 0            | 1      | 0      | 0      | 1      | 0      | 20     |
| Totale            | .571      | 4       | 2       | 0       | 2       | 48      | 39      | 1            | 2            | 0            | 1            | 56           | 68           | 7      | 4      | 0      | 3      | 104    | 107    |